# 므트와라주

므트와라 주의 위치

므트와라주(Mtwara)는 탄자니아 남동부에 위치한 주로, 주도는 므트와라이며 면적은 16,707km², 인구는 1,128,523명(2002년 기준)이다. 북쪽으로는 린디 주, 서쪽으로는 루부마 주와 인접해 있고 동쪽으로는 인도양과 맞닿아 있으며 남쪽으로는 모잠비크와 국경을 맞대고 있다.